# Râul Târgului, Târnava
Râul Târgului sau Pârâul Târgului este un curs de apă din zona orașului Mediaș, județul Sibiu, afluent al Târnavei Mari.

## Hărți
- Harta județului Sibiu